# Schayera
Schayera is een geslacht van rechtvleugeligen uit de familie veldsprinkhanen (Acrididae). De wetenschappelijke naam van dit geslacht is voor het eerst geldig gepubliceerd in 1990 door Key.

## Soorten
Het geslacht Schayera  is monotypisch en omvat slechts de volgende soort:
- Schayera baiulus (Erichson, 1842)